# Balanoglossus capensis
Balanoglossus capensis är en djurart som tillhör fylumet svalgsträngsdjur, och som först beskrevs av John Dow Fisher Gilchrist 1908.  Balanoglossus capensis ingår i släktet Balanoglossus och familjen Ptychoderidae. Inga underarter finns listade i Catalogue of Life.